# 비단쿠스쿠스
비단쿠스쿠스(Phalanger sericeus)는 쿠스쿠스과에 속하는 유대류의 일종이다. 인도네시아와 파푸아뉴기니에서 발견된다. 비단쿠스쿠스는 인도네시아 뉴기니 섬들의 중부 산악 지대와 파푸아뉴기니의 고지대에서 풍부하게 발견된다.